# Discografia lui Radu Simion
Discografia naistului Radu Simion cuprinde numeroase apariții (viniluri, benzi de magnetofon, casete audio, CD-uri) ce prezintă înregistrări realizate în România la casa de discuri Electrecord. 

## Discuri Electrecord
| An   | Număr de catalog                                      | Format                   | Piese | Acompaniament                                                                 |
| 1966 | EPC 651                                               | vinil, 17 cm, 33 RPM     | 1. Murgulețul de la Vlașca 2. Treceam dealul la Muscel 3. Spune, spune, moș bătrân 4. Cântec de dragoste | O.M.P.R., dirijori: Victor Predescu (1, 2), Ionel Banu (3), Radu Voinescu (4) |
| 1971 | ST-EPE 0614                                           | vinil, LP, 30 cm, 33 RPM | 1. Sârbă muntenească 2. Aoleu m-aș mărita 3. Geampara de la Măicin 4. Foaie verde aguridă 5. Cântec de dragoste oltenesc 6. Joc de drăgaica 7. Hora moldovenească 8. Breaza de la Câmpina 9. Cântec de dragoste ca la Fierbinți 10. Sârba de la expoziție 11. Joc dobrogean 12. Colea-n vale la fântână 13. Mă-nsurai a doua oară 14. Întrecere lăutărească | orchestra Ionel Budișteanu                                                    |
| 1972 | STM-EPE 0702                                          | vinil, LP, 30 cm, 33 RPM | 7. Hora veche și Măi băiete, băiețele | Orchestra Ansamblului „Perinița”, dirijor Ionel Budișteanu                    |
| 1974 | ST-EPE 0962                                           | vinil, LP, 30 cm, 33 RPM | 1. Sârbă muntenească 2. Joc dobrogean 3. Joc de la Rădăuți 4. Cântec de dragoste ca pe Argeș 5. Sârba de la Fierbinți 6. Trei lămâi și trei gutui 7. Mă dusei pe dealul Cernei 8. Breaza ca pe Argeș 9. Ca din bucium 10. Baladă 11. Horă lentă 12. Breaza de la Comarnic 13. Sârbă lăutărească 14. Ciocârlia                                               | orchestra Ionel Budișteanu (1,2,9-14), orchestra Ionel Dinicu (3-8)           |
| 1976 | ST-EPE 01211                                          | vinil, LP, 30 cm, 33 RPM | 1. De dragoste 2. Șchioapa 3. Sârbă de pe Argeș 4. Du-te, neică și te culcă 5. Ca-n Banat 6. Dorul meu e numai dor 7. Sârba de la Vișina 8. Ca la crâng 9. Sârba de la Bărcănești 10. Țarina de pe muntele Găina 11. Brâul pe șase 12. Doină de la Rucăr 13. Ca la brează 14. Sârbă din Pitești                                                             | Orchestra „Electrecord”, dirijor Radu Simion                                  |
| 1977 | ST-EPE 01259 Orchestra de muzică populară Electrecord | vinil, LP, 30 cm, 33 RPM | 8. Munte, munte, brad frumos și călușarii | Orchestra „Electrecord”, dirijor Radu Simion                                  |
| 1978 | ST-EPE 01394 Omagiu adus lui Fănică Luca              | vinil, LP, 30 cm, 33 RPM | 1. La Ciolpani la crucea-naltă 2. Cântec oltenesc de dragoste 3. Sârbă de ascultare 4. Horă muntenească 5. Mă-nsurai, luai nevastă 6. Sârbă 7. Drag îmi e să fiu pe lume și Sârbă 8. Neică, ce dragoste-avem 9. Leana mea 10. Geamparalele 11. Mă muncesc puică de-un an 12. Sârbă din nai                                                                  | Orchestra „Electrecord”, dirijor Radu Simion                                  |
| 1982 | ST-EPE 02092                                          | vinil, LP, 30 cm, 33 RPM | 1. Suită din Transilvania 2. Suită din Banat 3. Suită din Dobrogea 4. Suită din Oltenia 5. Suită din Moldova | orchestra Radu Simion                                                         |
| 1984 | ST-EPE 02538                                          | vinil, LP, 30 cm, 33 RPM | 1. Cântec de dragoste 2. Horă de mână 3. Pe deasupra casei mele 4. Doina Oltului și Horă oltenească 5. Joc dobrogean 6a. Mugur, mugurel 6b. De când ne-a aflat mulțimea 6c. Piatră, piatră 6d. Cântec de dragoste 6e. Horă de joc 7a. Cuculeț de la pădure 7b. Ursitoare, ursitoare 8. Hora ploii                                                           | orchestra Radu Simion                                                         |
| 1986 | ST-EDE 02857 Păstorul singuratic                      | vinil, LP, 30 cm, 33 RPM | 1. Păstorul singuratic 2. Mai spune-mi că nu m-ai uitat 3. Septembrie 4. Inimă, de ce nu vrei să-mbătrânești? 5. Bicicletele din Belsize 6. Să nu-ți spui dorul nimănui 7. Iubește-mă! 8. Pe lângă plopii fără soț 9. Ruga mea 10. Îți mai aduci aminte, doamna? 11. Ciobănaș cu trei sute de oi                                                            | orchestra Cornel Popescu                                                      |